# Сети долин (Марс)
Сети долин — разветвлённые системы каналов шириной от сотен метров до 20 км и глубиной до сотен метров, распространённые на поверхности Марса. Подробные изображения и карты получены начиная со снимков, сделанных в рамках программы «Викинг».
В отличие от каналов оттока, мелкие притоки в сетях долин расположены на большем возвышении, сливаясь в более крупные. Их структура, однако, не столь сложна, как у речных систем на Земле; большинство имеют ширину не более нескольких километров. Большинство (92 %; 759 из 827) сетей долин расположены на поверхности, возраст которой относится к Нойскому периоду, то есть образовались в эпоху поздней тяжёлой бомбардировки. Около 4 % (34) находятся в Гесперийских областях и оставшиеся 4 % могут быть ещё моложе.
Присутствие в Нойских областях разветвлённых сетей каналов, напоминающих земные речные системы, а также наличие других элементов рельефа, свидетельствующих о процессах эрозии и отложения пород (дельт, конусов выноса, озёрных лож), предполагает, что именно вода послужила причиной эрозии и в период формирования сетей долин климат на Марсе был достаточно тёплым и влажным для существования рек. Однако особенности большей части сетей долин (крутые склоны, резкие границы) делают их похожими скорее на элементы земного рельефа, связанные с подтоплением грунтовыми водами, когда поверхность грунта опускается, размываемая снизу горизонтальными подповерхностными потоками воды. Ряд учёных придерживается теории, что сети долин имеют исключительно именно такую природу. Вообще говоря, это не требует тёплого и влажного климата, тем не менее всё же свидетельствует о присутствии воды в жидком состоянии. К тому же, последние исследования подтверждают именно модель тёплого и влажного Нойского периода.

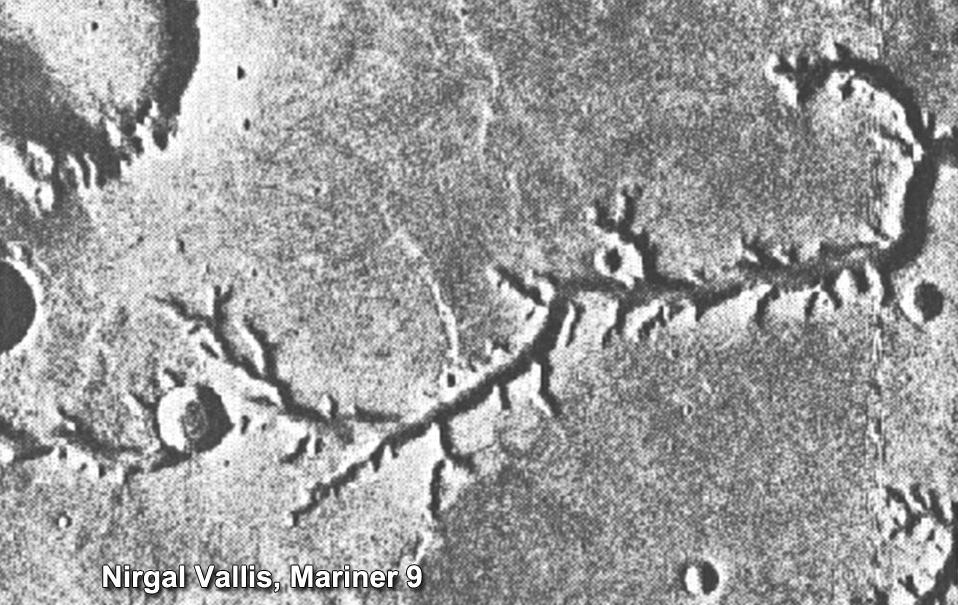
Долины Нергала, снимок аппарата Маринер-9.
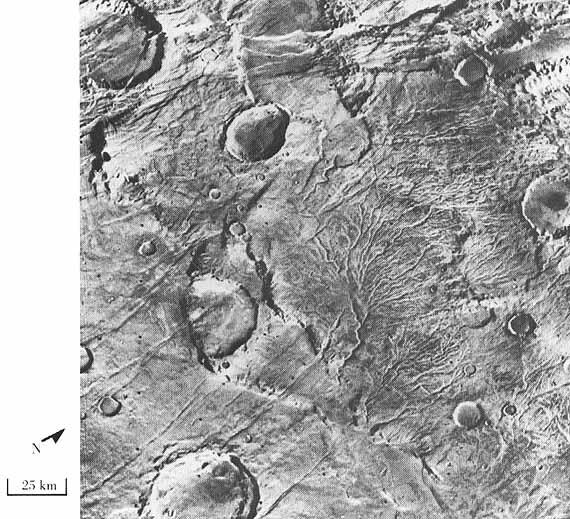
Разветвлённая сеть долин в квадранте Тавмасия[англ.], снимок аппарата "Викинг". Можно видеть характерные резкие границы каналов.
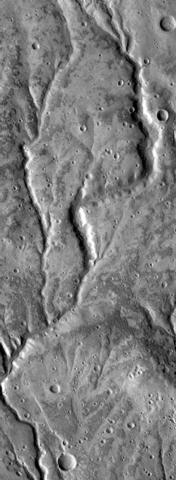
Долины Варрего[англ.] в квадранте Тавмасия, снимок спутника THEMIS. Большое количество источников стекающей по многочисленным притокам воды, что типично для речной системы, свидетельствует не просто о жидкой воде, а именно об осадках.
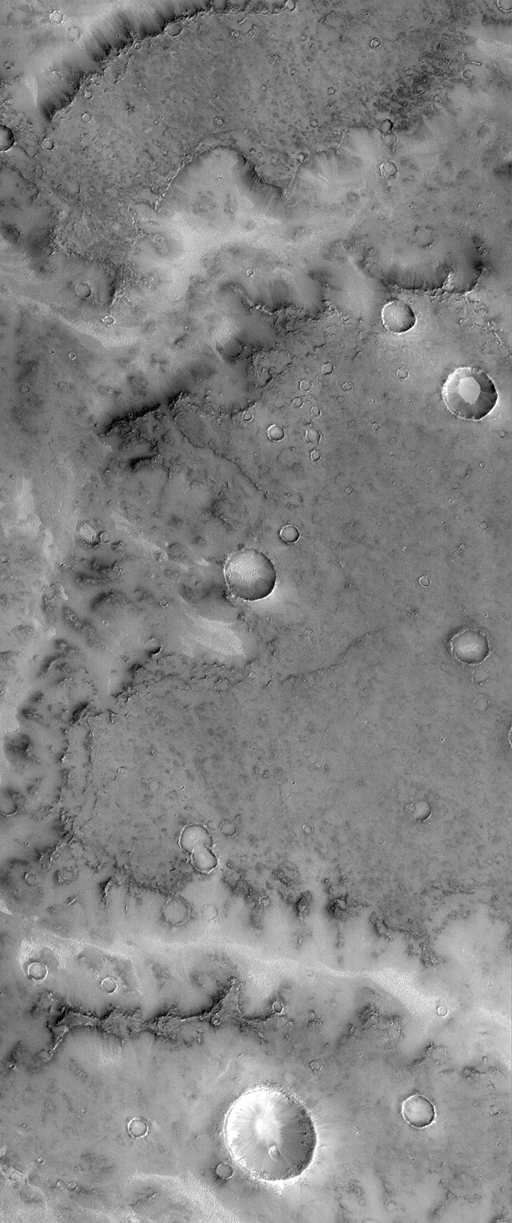
Сеть долин в заливе Меридиана[англ.] в районе экватора планеты, достаточно яркая из-за высокой отражательной способности отложений песка на поверхности. Можно видеть множество ударных кратеров.
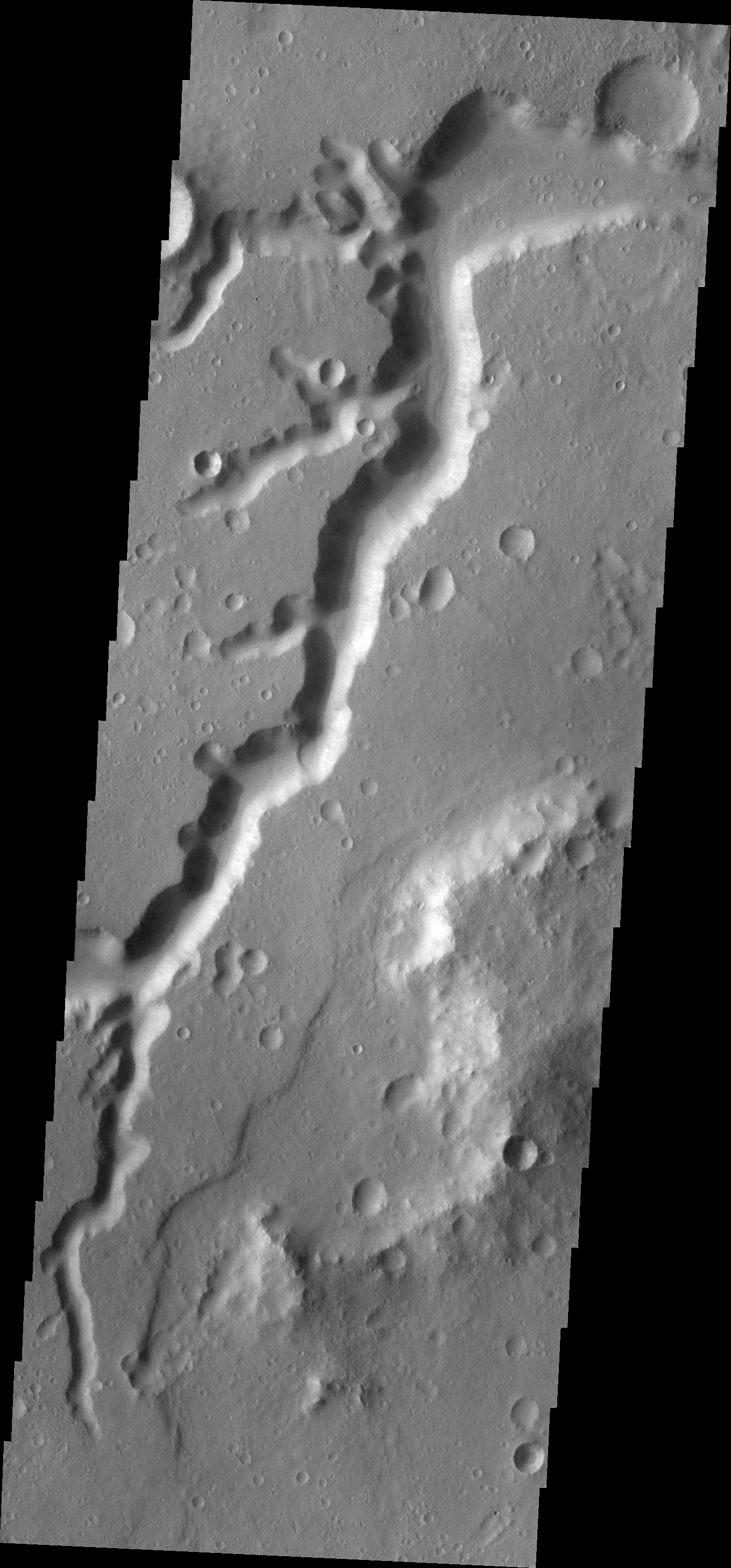
Долины Нанеди[англ.], снимок спутника THEMIS
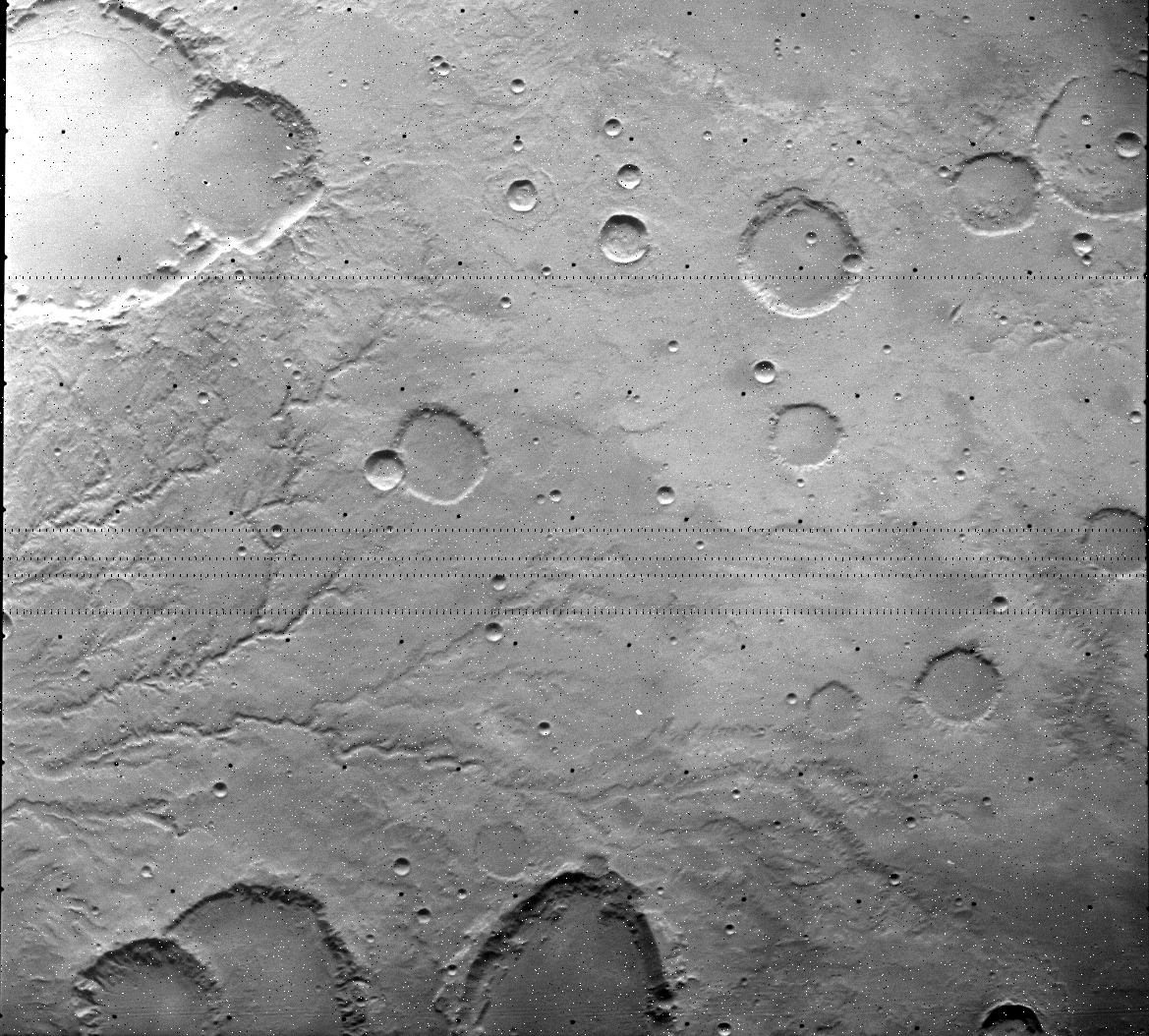
Долины Парана[англ.] .
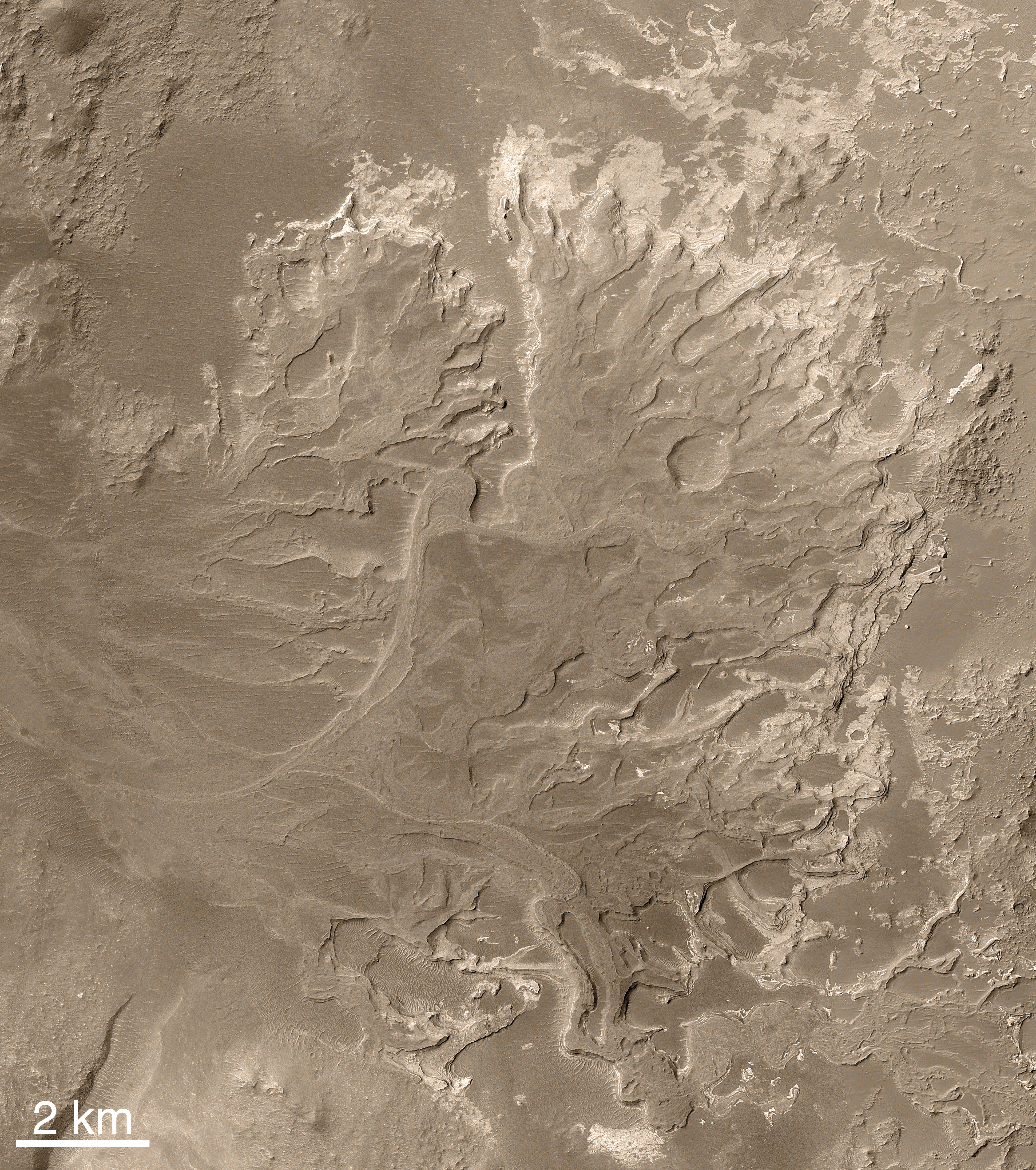
Дельта в кратере Эберсвальде, снимок камеры MOC.

## Механизм формирования
Общепризнанным фактом является то, что для образования сетей долин необходимо было воздействие жидкости, причём скорее всего воды. Однако специалисты расходятся в том, как эта вода оказалась на поверхности планеты и как долго и как часто находилась там. Возможны различные варианты:
- Осадки в виде дождя
- Осадки в виде снега, нижний слой которого растаял под воздействием нагрева снизу
- Грунтовые воды, выходящие на поверхность и образующие текущие по ней потоки

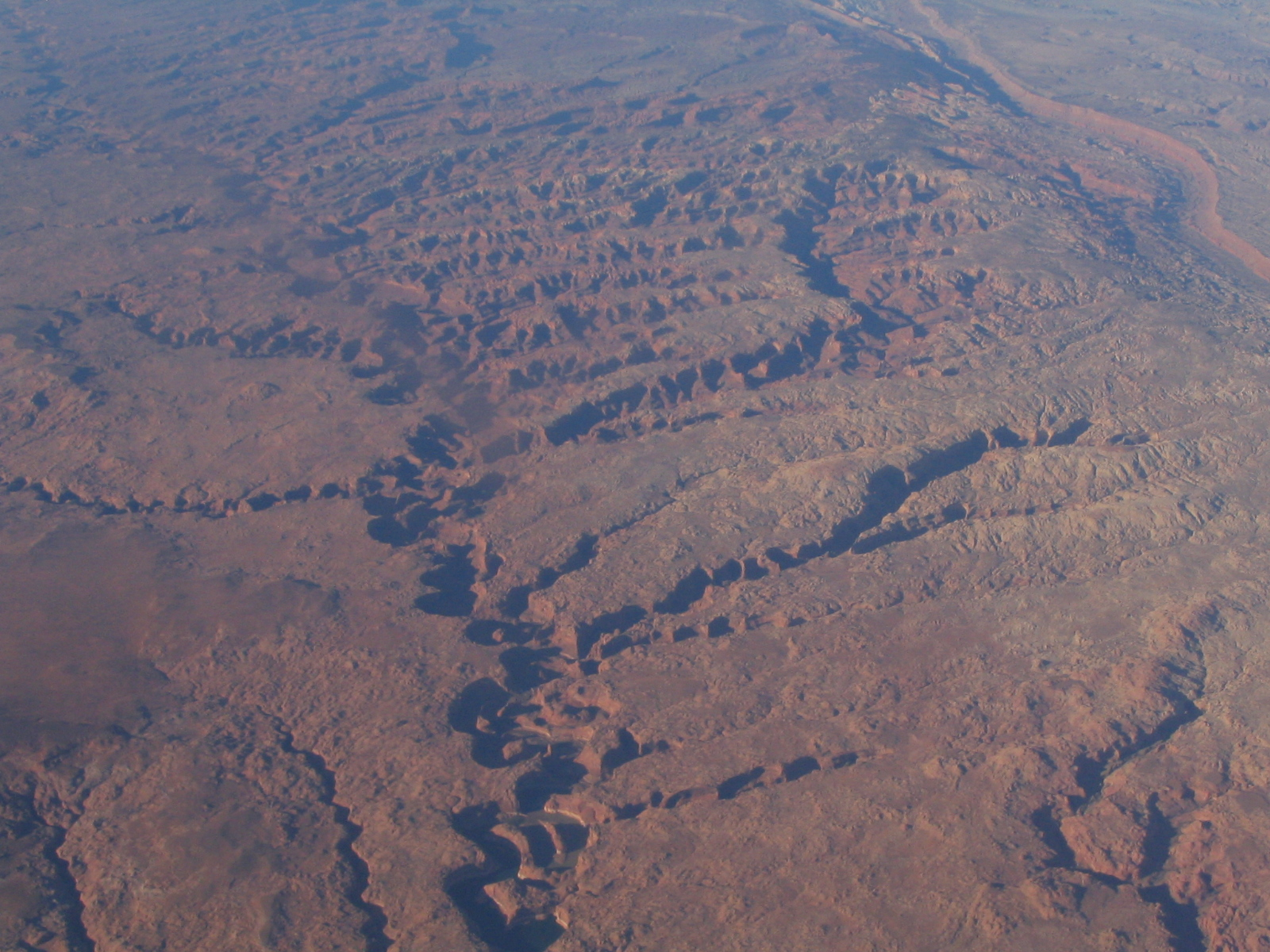
Каньоны Эскаланте на Земле, сформированные за счёт подтопления грунтовыми водами

Ранние снимки поверхности, полученные аппаратами «Маринер» и «Викинг», демонстрируют специфические особенности каналов: притоки короткие и широкие, как будто обрубленные, имеют U-образное сечение, и их немного. Именно такие формы образуются в результате подтопления грунтовыми водами, что можно наблюдать, например, на Земле в районе каньонов Эскаланте в штате Юта, США, или в долине реки Апалачикола во Флориде. При выпадении же осадков (дождя) вода стекает по всей твёрдой поверхности, и вся область оказывается изрезанной многочисленными каналами, образующими густую сеть притоков, начинающихся с самых мелких на вершинах и гребнях гор.
Однако впоследствии с помощью таких инструментов как THEMIS и HiRISE были получены снимки лучшего качества и более высокого разрешения, по которым составлены подробные карты поверхности Марса. И на этих картах при увеличении разрешения (правда, до определённого предела) можно увидеть и мелкие притоки, образующие разветвлённые сети каналов, характерные именно для речных долин в областях, где систематически выпадают дожди. Все сети долин, для которых в высоком разрешении отчётливо просматривается такая разветвлённая структура (например, долины Варрего), относятся по времени (судя по сопоставлению с числом кратеров) к довольно узкому диапазону в конце Нойского — начале Гесперийского периодов — 3,6-3,8 млрд лет назад, то есть после поздней тяжёлой бомбардировки. Следовательно, осадки, послужившие причиной их формирования, не были вызваны тем или иным изменением состава атмосферы из-за падения метеоритов. И наконец, некоторые сети долин, расположенные на более молодой (Гесперийской или даже Амазонийской) поверхности, такие как долины Нергала и долины Нанеди, определённо образованы именно посредством подтопления грунтовыми водами. Это говорит о том, что в раннем Гесперийском периоде имел место некий переходный момент от образования сетей долин благодаря выпадению осадков к росту каньонов лишь за счёт грунтовых вод, то есть осадки прекратились, и климат стал сухим и холодным.